# Dżebeł (gmina)
Dżebeł (bułg. Община Джебел)  − gmina w południowej Bułgarii, w obwodzie Kyrdżali.

## Miejscowości
Miejscowości wchodzące w skład gminy Dżebeł:
- Ałbanci (bułg.: Aлбанци),
- Breżana (bułg.: Брежана),
- Cwjatowo (bułg.: Цвятово),
- Cyrkowica (bułg.: Църквица),
- Czakałci (bułg.: Чакалци),
- Czereszka (bułg.: Черешка),
- Dobrinci (bułg.: Добринци),
- Duszinkowo (bułg.: Душинково),
- Dżebeł (bułg.: Джебел) - stolica gminy,
- Generał Geszewo (bułg.: Генерал Гешево),
- Ilijsko (bułg.: Илийско),
- Jamino (bułg.: Ямино),
- Kamenjane (bułg.: Каменяне),
- Kazacite (bułg.: Казаците),
- Kontił (bułg.: Контил),
- Kozica (bułg.: Козица),
- Kupcite (bułg.: Купците),
- Lebed (bułg.: Лебед),
- Miszewsko (bułg.: Мишевско),
- Modren (bułg.: Модрен),
- Mreżiczko (bułg.: Мрежичко),
- Owczewo (bułg.: Овчево),
- Paprat (bułg.: Папрат),
- Płaziszte (bułg.: Плазище),
- Podwrych (bułg.: Подвръх),
- Polanec (bułg.: Полянец),
- Potocze (bułg.: Поточе),
- Pripek (bułg.: Припек),
- Ridino (bułg.: Ридино),
- Rogozari (bułg.: Рогозари),
- Rogozcze (bułg.: Рогозче),
- Rożdensko (bułg.: Рожденско),
- Ryt (bułg.: Рът),
- Sipec (bułg.: Сипец),
- Skalina (bułg.: Скалина),
- Słynczogled (bułg.: Слънчоглед),
- Sofijci (bułg.: Софийци),
- Szterna (bułg.: Щерна),
- Tełczarka (bułg.: Телчарка),
- Tjutjuncze (bułg.: Тютюнче),
- Tyrnowci (bułg.: Търновци),
- Ustren (bułg.: Устрен),
- Welikdencze (bułg.: Великденче),
- Wodeniczarsko (bułg.: Воденичарско),
- Wyłkowicz (bułg.: Вълкович),
- Żełydowo (bułg.: Желъдово),
- Żyłti rid (bułg.: Жълти рид),
- Żyłtika (bułg.: Жълтика).